# Якшина (Свердловская область)
Якшина — деревня в Ирбитском муниципальном образовании Свердловской области России.

## Географическое положение
Деревня Якшина расположена в 48 километрах (по дорогам в 54 километрах) к юго-западу от города Ирбита, на левом берегу реки Ирбит (правого притока реки Ницы), в устье левого притока — реки Камышки.
В 4 километрах севернее деревни расположен остановочный пункт Якшина Свердловской железной дороги (ветка Екатеринбург — Устье-Аха).

## Население
| 2002 | 2010 | 2021 |
| ---- | ---- | ---- |
| 435  | ↘333 | ↘233 |